# Alaszkai határvita

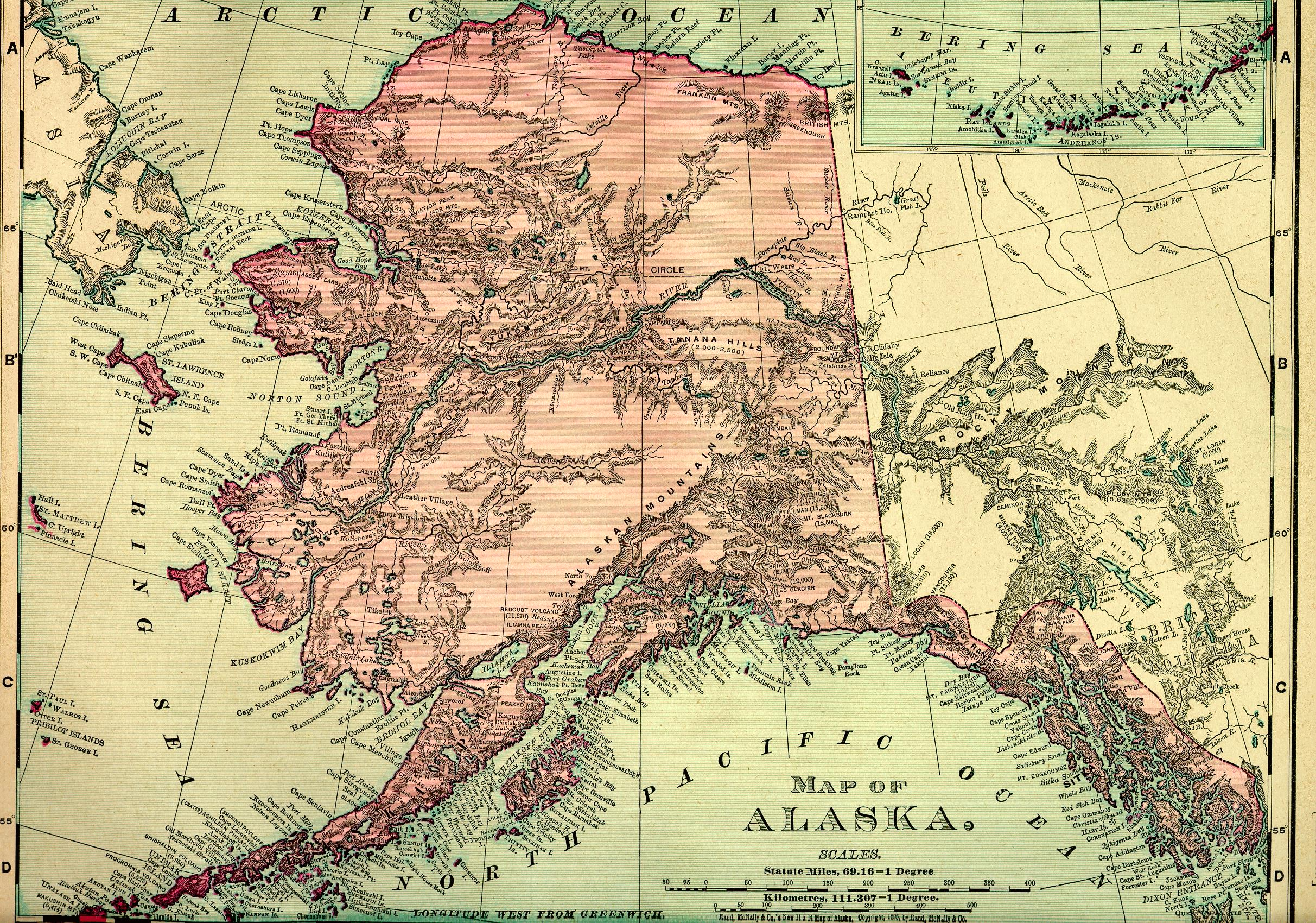
1895-ös térkép Alaszkáról

Az alaszkai határvita az Amerikai Egyesült Államok és (a brit uralom alatt álló) Kanada, pontosabban annak nyugati tartománya, Brit Columbia között zajlott a 19. század utolsó évtizedeiben és a századfordulón a ma „Serpenyőnyél” (Panhandle) néven ismert terület hovatartozásáról és pontos határairól.
1825-ben Oroszország és az Egyesült Királyság szerződésben rögzítette amerikai gyarmatai határait. E szerint az északi 60. szélességi körtől északra eső területeket a 141. hosszúsági kör osztotta ketté, a 60° és az 54° 40' között pedig egy pontosan meg nem határozott területen orosz kereskedők is tevékenykedhettek. A megállapodás pontatlanságának oka az volt, hogy a két területen még nem épült ki valódi kormányzat (a leendő Yukon territóriumnak még neve sem volt), így a határ tulajdonképpen csak kereskedelmi érdekszférákat választott el.
Miután 1867-ben az Amerikai Egyesült Államok megvásárolta Orosz-Amerikát (Alaszkát), Kanada kezdeményezte a földterületek felmérését, melyet a magas költségek miatt az USA elutasított. 1898-ban a két ország kormánya megegyezett a kérdésben, de a döntést a vitatott területekel határos kanadai tartomány, Brit Columbia nem fogadta el.
Ekkoriban zajlott a klondike-i aranyláz, mely miatt a térség lakossága 30 ezer fővel (jórészt az USA állampolgáraival) gyarapodott.

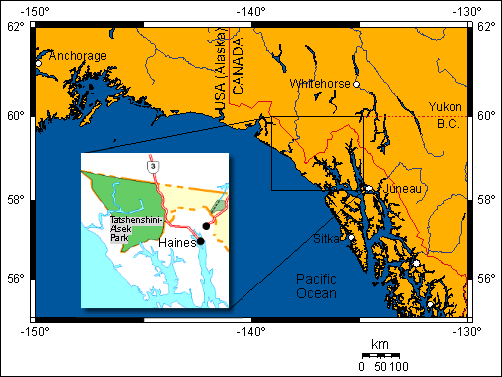
A Tatshenshini-Alsek régió, melynek nagy része 1993 óta vadrezervátum

1903-ban a Hay-Herbert megállapodás a kérdés rendezését egy hatfős, az USA, Kanada és az Egyesült Királyság megbízottaiból álló arbitrációs testületre bízta. Az amerikai elnök, Theodore Roosevelt katonai erő alkalmazásával fenyegetőzött, amennyiben országa számára hátrányos döntés születik. A brit tagok támogatásával végül az USA kapta meg a partvidéket.
Az elvesztett területekért cserébe Brit Columbia egy kis, háromszög alakú földet (Tatshenshini-Alsek) kapott az amerikai partvonal sávjának belső feléből, Juneau-tól északnyugatra.